# Freie Liebe (Film)

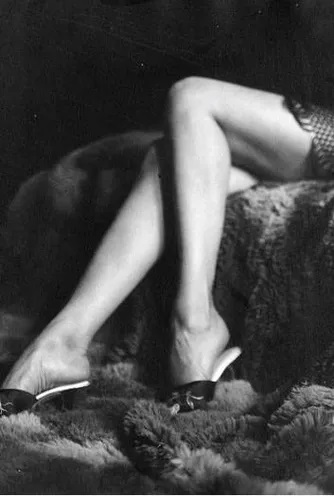
Werbebild des Films Freie Liebe von 1919

Freie Liebe ist ein in schwarzweiß gedrehter Stummfilm von Max Mack aus dem Jahr 1919. Der Film gilt als verschollener Film.

## Produktion
Der Film wurde von Max Mack für die Solar-Film GmbH in Berlin produziert. Er ist aufgeteilt in sechs Akte und hat eine Länge von 1742 Meter (Spieldauer: ca. 50 min). Er wurde im Format 35 mm (1:1.33) gedreht. Die Filmbauten wurden von Eugen Stolzer gestaltet.

## Veröffentlichung
Die Premiere des Films fand im Dezember 1919 im Passage-Theater „Unter den Linden“ in Berlin statt.